# Temporada 1978 del Campeonato Mundial de Rally
La temporada 1978 fue la 6º edición del Campeonato Mundial de Rally. Comenzó el 21 de enero en el Rally de Montecarlo y finalizó el 23 de noviembre en el Rally de Gran Bretaña. Al igual que en años anteriores solo era puntuable para los constructores. Se disputó por segunda vez la Copa FIA para pilotos, que sería el último año, puesto que en 1979 se introdujo ya el campeonato de pilotos.

## Calendario
- El calendario estaba compuesto por once pruebas, más ocho que solo puntuaban para la Copa FIA para pilotos.

| N.º | Fecha                 | Rally                    | Superficie     |
| --- | --------------------- | ------------------------ | -------------- |
| 1   | 20 – 26 de nero       | Rally de Montecarlo      | Asfalto        |
| 2   | 16 – 18 de febrero    | Rally de Suecia          | Nieve/Hielo    |
| 3   | 12 - 16 de abril      | Rally Safari             | Tierra         |
| 4   | 6 – 11 de marzo       | Rally de Portugal        | Tierra/Asfalto |
| 5   | 28 – 31 de mayo       | Rally Acrópolis          | Tierra         |
| 6   | 24 - 28 de agosto     | Rally de Finlandia       | Tierra         |
| 7   | 13 - 16 de septiembre | Rally de Quebec          | Tierra         |
| 8   | 1 – 7 de octubre      | Rally de San Remo        | Tierra/Asfalto |
| 9   | 9 - 14 de diciembre   | Rally de Costa de Marfil | Tierra         |
| 10  | 2 – 4 de noviembre    | Rally de Córcega         | Asfalto        |
| 11  | 18 – 21 de noviembre  | Rally de Gran Bretaña    | Tierra/Asfalto |

### Pruebas incluidas solo en la Copa FIA para pilotos
| N.º | Fecha            | Rally                           | Superficie       |
| --- | ---------------- | ------------------------------- | ---------------- |
| 2   | 3-5 febrero      | Arctic Rally                    | Nieve / hielo    |
| 7   | 3-7 junio        | Scottish Rally                  | Tierra           |
| 8   | 6-9 julio        | Rally de Polonia                | Tierra / asfalto |
| 10  | 2-5 septiembre   | Rally de Nueva Zelanda          | Asfalto / tierra |
| 12  | 16-21 septiembre | Tour de Francia Automovilístico | Asfalto / tierra |
| 13  | 13-18 octubre    | Giro de Italia                  | Asfalto          |
| 15  | 14-18 octubre    | Southern Cross Rally            | Tierra / asfalto |
| 16  | 20-22 octubre    | Rally RACE de España            | Tierra/Asfalto   |

- Referencias[1]

## Resultados

### Campeonato de Constructores
| N.º | Constructor          | MON  | SWE | KEN | POR | GRC | FIN | CAN | ITA | CIV | FRA | GBR | Puntos |
| --- | -------------------- | ---- | --- | --- | --- | --- | --- | --- | --- | --- | --- | --- | ------ |
| 1   | Fiat                 | 14   | 14  |     | 18  | 18  | 18  | 18  | 16  |     | 18  | (9) | 134    |
| 2   | Ford                 |      | 18  | 7   | 16  | 9   | 6   | 13  | 13  |     |     | 18  | 100    |
| 3   | Opel                 | (10) | 12  |     | 13  | 12  | 11  | 16  | 10  |     | 12  | 14  | 100    |
| 4   | Porsche              | 18   |     | 16  | 7   |     | 12  |     | 14  |     | 12  |     | 79     |
| 5   | Datsun               |      |     | 16  |     | 16  |     |     |     | 10  |     | 10  | 52     |
| 6   | Toyota               |      |     |     | 15  | 8   | 13  | 14  |     |     |     |     | 50     |
| 7   | Lancia               | 8    | 12  |     |     | 11  |     |     | 18  |     |     |     | 49     |
| 8   | Peugeot              |      |     | 18  | 9   |     |     |     |     | 18  |     |     | 45     |
| 9   | Renault              | 17   |     |     |     |     |     |     |     | 16  |     |     | 33     |
| 10  | British Leyland Cars |      |     |     |     |     |     | 12  |     |     |     | 12  | 24     |
| 11  | Saab                 |      | 8   |     |     |     |     | 10  |     |     |     |     | 18     |
| 12  | Volkswagen           |      | 9   |     |     |     |     | 8   |     |     |     |     | 17     |
| 13  | Mitsubishi           |      |     | 5   |     |     |     |     |     | 11  |     |     | 16     |
| 14  | Vauxhall             |      |     |     |     |     | 14  |     |     |     |     |     | 14     |
| 14  | Alfa Romeo           |      |     |     |     |     |     |     | 14  |     |     |     | 14     |
| 16  | Mercedes             |      |     | 12  |     |     |     |     |     |     |     |     | 12     |
| 17  | Volvo                |      | 10  |     |     |     |     |     |     |     |     |     | 10     |
| 18  | Chrysler             |      |     |     |     |     |     |     |     |     |     | 8   | 8      |
| 19  | Škoda                |      |     |     |     | 6   |     |     |     |     |     |     | 6      |
| 20  | Alpine-Renault       |      |     |     |     |     |     |     |     |     | 5   |     | 5      |
| 21  | Lada                 |      |     |     |     | 4   |     |     |     |     |     |     | 4      |

### Copa FIA para pilotos
| N.º | Rally               | MON | ART | SWE | KEN | POR | GRC | ESC | POL | FIN | NZL | CAN | TFA | ITA | GIA | AUS | ESP | CIV | FRA | GBR | Total |
| --- | ------------------- | --- | --- | --- | --- | --- | --- | --- | --- | --- | --- | --- | --- | --- | --- | --- | --- | --- | --- | --- | ----- |
| 1   | Markku Alén         |     | 4   | (4) |     | 9   | 6   |     |     | 9   |     |     | 6   | 9   | 9   |     |     |     |     |     | 52    |
| 2   | Jean-Pierre Nicolas | 9   |     |     | 9   | 4   |     |     |     |     |     |     |     |     |     |     |     | 9   |     |     | 31    |
| 3   | Hannu Mikkola       |     |     | 6   |     | 6   |     | 9   |     |     |     |     |     |     |     |     |     |     |     | 9   | 30    |
| 4   | Michèle Mouton      |     |     |     |     |     |     |     |     |     |     | 9   |     |     | 3   |     |     |     | 2   |     | 14    |
| 5   | Russell Brookes     |     |     |     |     |     |     |     |     |     | 9   |     |     |     |     |     |     |     |     | 4   | 13    |

- Referencias[2]